# Руденко-Щелкан Тетяна Василівна
Тетяна Василівна Руденко-Щелкан (нар. 1892, Київ — пом. 13 червня 1984, Москва) — українська і російська радянська скульпторка; членкиня Спілки художників СРСР з 1936 року.

## Біографія
Народилася у 1892 році у місті Києві (нині Україна). У 1910 році закінчила Київську жіночу гімназію, одночасно протягом 1908—1914 років навчалася у Київському художньому училищі на скульптурному відділенні у Федора Балавенського. Упродовж 1914—1916 років у Петрограді відвідувала мистецьку студію Леоніда Шервуда, консультації скульптора Іллі Гінцбурга.
Протягом 1921—1932 років жила в Тулі, у 1932—1940 роках — у Челябінську, де викладала ліплення у Будинку художнього виховання дітей, паралельно працюючи над різними скульптурними образами. З 1940 року жила і працювала в Москві. Померла в Москві 13 червня 1984 року. Похована в Москві на Ізмайловському кладовищі.

## Творчість
Серед перших її робіт
- оформлення будинку інженера Ф. Ісерліса за проєктом Федора Балавенського (1909; у співавторстві з Петром Сниткіним, Олександром Теремцем і Володимиром Климовим);

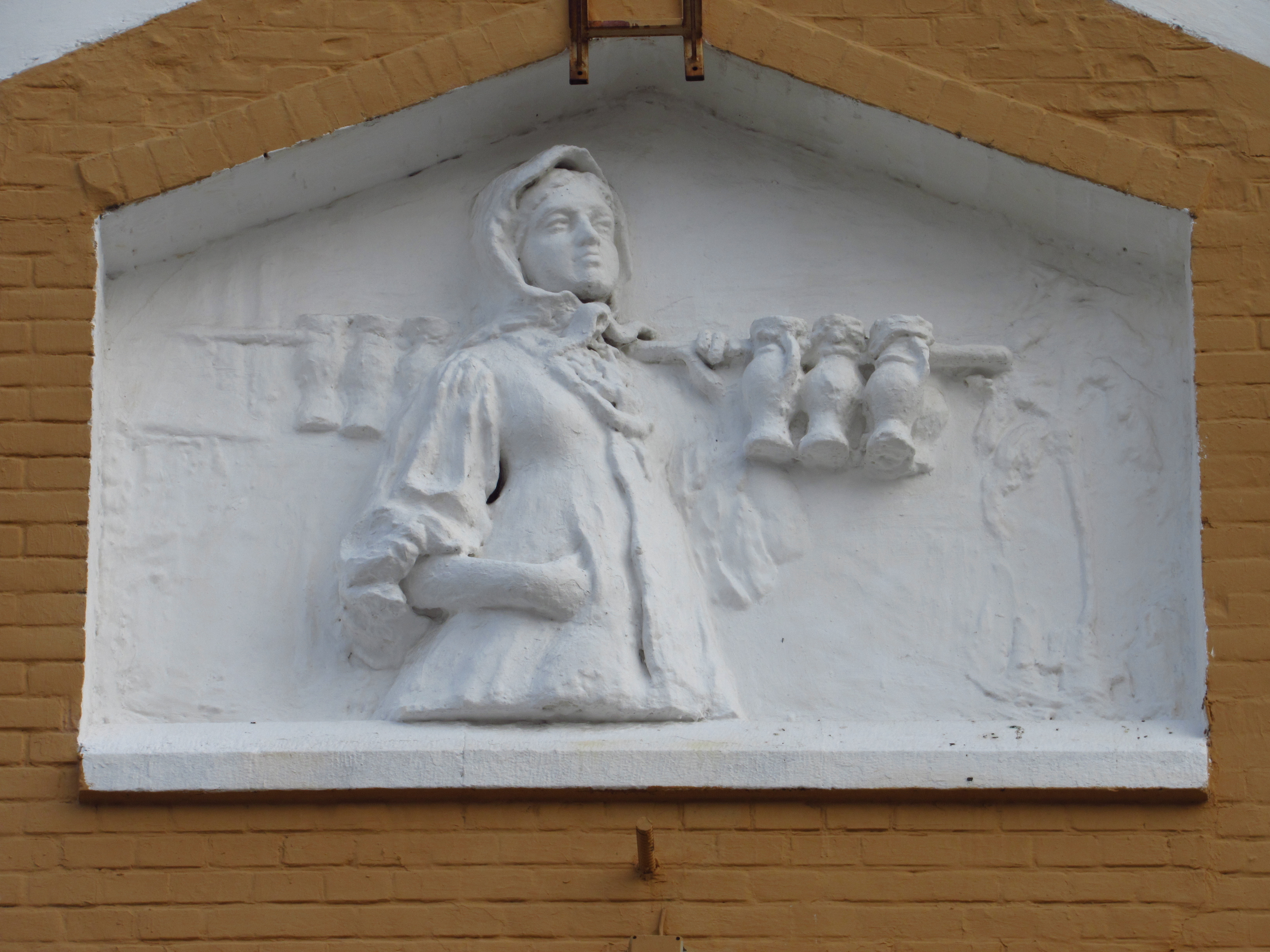
«Молочниця».

- декоративне панно «Молочниця» («Дівчина з глечиками») та рельєфи замків і арок, які у 1910 році були розміщені на фасаді Бессарабського ринку в Києві;
- «Портрет дівчини» (1911), жанрові композиції «Катерина у вигнанні» та «Катерина зустрічає москаля» (диптих за твором Тараса Шевченка «Катерина»).

У період навчання у Петрограді створила роботи академічного напрямку — статуетки: «Гімназистка» (1915), «Портрет інженера Тульського заводу Д. Ананьєва» (1916), «Лікар-хірург Р. Соболевський» (1916).
В 1924 році в Тулі працювала над створенням барельєфів для скверу Комунарів разом з майстром Симоновим та скульптором Сергієм Коньонковим, який залучався до роботи як формувальник. У 1925 році виконала барельєфи в інтер'єрі тульського банку.
У 1935 році була делегаткою Першого Челябінського обласного зльоту стаханівців, де познайомилася з передовими робітниками верстатобудівного заводу «Станкомаш». Результатом стала серія портретів робітників: коваля П. І. Губіна, бригадира мулярів С. С. Губатенка, А. І. Моторіна, П. І. Крилова, Н. К. Скубенко, Г. Ф. Калашнікова.
Широку популярність скульпторці принесла скульптура «Ленін у дитинстві» (1936). За участю московського мистецтвознавця Бориса Бессарабова статую відправлено до Москви, де мистецька рада у складі Віри Мухіної, Івана Шадра, Зіновія Віленського, Георгія Мотовилова запропонувала включити скульптуру, виконану у мармурі, у постійну експозицію Центрального музею Володимира Леніна і організувати її масове виробництво. На замовлення Центрального музею Володимира Леніна скульпторка продовжила роботу над образом вождя і створила скульптури: «Ленін-гімназист 11 років» (1938), «Ленін-студент» (1941), «Ленін в Алакаївці» (1942).
У 1942 році на замовлення родичів Володимира Леніна створила скульптуру «Ленін у дитинстві» (42 см), копії якої розійшлися по Радянському Союзу. У 1940—1950-ті роки працювала над військовою тематикою. У 1952 році оздобила фронтон Сталінградського обласного драматичного театру імені Максима Горького. З 1952 року розробляла у скульптурі тему балету.